# Joe West (Footballspieler)
Joe Davis West, Jr. (* 1. Februar 1984) ist ein amerikanischer American-Football- und Canadian-Football-Spieler, der aktuell bei den Calgary Stampeders in der Canadian Football League spielt. Er wurde 2008 von den Dallas Cowboys als undrafted Free Agent unter Vertrag genommen. West spielte College Football an der University of Texas at El Paso.

## Karriere

### Dallas Cowboys
Nachdem er im NFL Draft 2008 nicht gewählt worden war, nahmen die Dallas Cowboys West als undrafted Free Agent unter Vertrag. Er wurde am 19. Juni entlassen.

### New Orleans Saints
West wurde von den New Orleans Saints daraufhin unter Vertrag genommen aber vor der Saison am 30. August 2008 wieder entlassen. Er wurde kurz darauf im Practice Squad der Saints eingestellt.

### California Redwoods
West wurde von den California Redwoods aus der United Football League im UFL Premiere Season Draft in 2009 gewählt. Er unterzeichnete seinen Vertrag am 18. August 2009.

### Calgary Stampeders
Am 7. Mai 2012 unterzeichnete West als Free Agent einen Vertrag mit den Calgary Stampeders aus der Canadian Football League.